# Cieśle (Rembertów)
Cieśle – przysiółek wsi Rembertów w Polsce, położony w województwie mazowieckim, w powiecie piaseczyńskim, w gminie Tarczyn.
Wieś szlachecka Ciesle położona była w drugiej połowie XVI wieku w powiecie tarczyńskim ziemi warszawskiej województwa mazowieckiego.
W latach 1975–1998 przysiółek administracyjnie należał do województwa warszawskiego.